# Theodor Loos

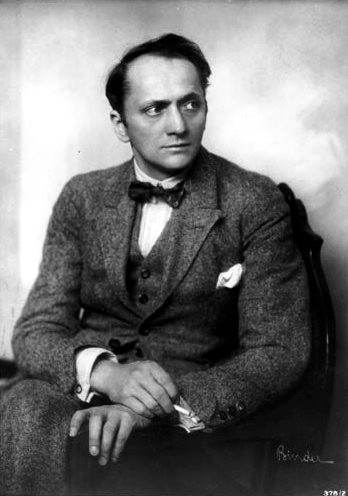
Theodor Loos um 1920 auf einer Fotografie von Alexander Binder

Theodor August Konrad Loos (* 18. Mai 1883 in Zwingenberg an der Bergstraße; † 27. Juni 1954 in Stuttgart) war ein deutscher Theater- und Filmschauspieler. Er ist unter anderem durch seine Rollen in Filmen von Fritz Lang bekannt.

## Leben
Theodor Loos kam als ältestes von sechs Geschwistern zur Welt. Der Vater war Uhrmacher und betrieb außerdem im Wohnhaus der Familie eine Produktionsstätte für Bestandteile von Musikinstrumenten. Nach vierjährigem Besuch der Elementarschule seines Heimatortes ging er zwei Jahre auf die Realschule in Heppenheim und wechselte schließlich auf das Gymnasium in Bensheim, das er jedoch schon in der Obertertia (entspricht der heutigen 9. Klasse) im Alter von 14 Jahren verließ, weil die Familie aus beruflichen Gründen nach Leipzig zog. Nach dreijähriger Lehre und Tätigkeit in einer Exportfirma für Musikinstrumente in Leipzig, ging Theodor Loos nach Berlin zu seinem Onkel, der ein Lager für kunstgewerbliche Produkte führte. Da seine Begeisterung für die Schauspielerei, die sich schon in frühen Jugendjahren gezeigt hatte, zur Vernachlässigung seiner eigentlichen Arbeit führte, wurde er von seinem Onkel entlassen. Er kehrte zurück nach Leipzig und arbeitete im Geschäft seines Vaters. Er war sich aber sicher, dass er gegen den Willen der Eltern den Beruf des Schauspielers ergreifen würde. Es folgten nach Kontakten mit dem Leipziger Schauspielhaus eine Ausbildung zum Schauspieler, erste erfolgreiche Auftritte und nach Gastspielen in Danzig und Frankfurt am Main wurde Theodor Loos im Dezember 1911 an das Lessingtheater (Berlin) verpflichtet.
Bis zum Ende des Zweiten Weltkrieges 1945 arbeitete Loos an mehreren Berliner Bühnen, besonders aber am Deutschen Theater, 1930–1933 unter Max Reinhardt und 1934–1944 unter Heinz Hilpert.
Theodor Loos stieg zu einem der bekanntesten Schauspieler der deutschsprachigen Bühnen auf, der auch als Filmschauspieler die ganze Entwicklung vom Stummfilm bis zum Tonfilm mitmachte und prägte.
Von den ersten Anfängen des Rundfunks an war er ein gesuchter Sprecher.
Seit 1913 wirkte er in über 220 Spielfilmen, anfangs Stummfilmen, mit. Sein Debüt gab er in dem Film Das goldene Bett (1913). Er spielte in Filmen des Regisseurs Fritz Lang wie Die Nibelungen (1922/24),  Metropolis (1927) und M (1931). Auch in dem nationalsozialistischen Hetzfilm Jud Süß (1940) wirkte er unter der Regie von Veit Harlan mit.
1935 ernannte ihn Goebbels zum Mitglied des Reichskultursenats, 1937 folgte die Ernennung zum Staatsschauspieler durch Adolf Hitler. Nach eigenen Angaben trat Loos 1936 der NSDAP bei (Mitgliedsnummer 5.382.650).
1942 wurde er beim Großdeutschen Rundfunk Leiter der Künstlerischen Wortsendungen. Er leitete die Sonntagssendung: „Unser Schatzkästlein“. Daneben gehörte er zum Kuratorium der Goebbels-Stiftung für Kulturschaffende und war Präsidialbeirat der Kameradschaft der Deutschen Künstler und der Reichsfilmkammer.
Im August 1944 nahm ihn Goebbels in die Gottbegnadeten-Liste der unentbehrlichen Schauspieler auf, die er für seine Propagandafilme benötigte.
Im November 1943 wurde Loos in Berlin ausgebombt. Krankheit, Operationen und längere Krankenhausaufenthalte kennzeichneten die letzten Kriegsjahre. Bei Kriegsende floh er von Prag über den Bayerischen Wald nach Salzburg und von da nach Tübingen. Sein Ziel war, in Stuttgart wieder als Schauspieler zu arbeiten. Doch die Amerikaner verhängten für die amerikanische Besatzungszone ein zweijähriges Auftrittsverbot. Loos konnte nach der Eröffnung des Städtischen Schauspielhauses in Tübingen, das in der französischen Zone lag, zunächst auftreten, erhielt aber dann auch von der französischen Militärverwaltung Berufsverbot, was den inzwischen mittellosen Schauspieler in wirtschaftliche Bedrängnis brachte.
Künstlerkollegen und Personen aus Wirtschaft und Politik, auch solche die von den Nationalsozialisten verfolgt worden waren, sagten aus, er sei trotz Mitgliedschaft in der Partei kein aktiver Nationalsozialist gewesen. Für ihn habe die Arbeit als Schauspieler im Vordergrund gestanden, er sei ein unpolitischer Mensch gewesen, der sich für die Belange seiner Mitmenschen eingesetzt habe, auch wenn diese in Konflikt mit der politischen Führung geraten seien. Es wurde betont, dass die Auszeichnungen und Ehrungen, die Theodor Loos während der Zeit des Nationalsozialismus erhalten habe, auf den Verdiensten beruht habe, die er sich als Schauspieler auf den Bühnen und im Film, sowie als Mitarbeiter am Rundfunk in den Jahren vor Anbruch der NS-Zeit und vor dem Eintritt in die Partei (1938) erworben habe. Theodor Loos selbst erklärte in seinen Gesuchen um Auftrittsgenehmigung, dass es ihm in seiner Position am Rundfunk kaum möglich gewesen wäre, sich dem Eintritt in die NSDAP zu entziehen und dass die Auszeichnungen die Folge, nicht die Voraussetzung seiner erfolgreichen Karriere gewesen seien.
Nach Abschluss des Entnazifizierungsverfahrens spielte Loos wieder ab 1947 als Mitglied des Städtetheaters Tübingen Reutlingen und war seit August 1949 bis zu seinem Tod 1954 beim Staatstheater Stuttgart engagiert. Außerdem hat er an vielen Produktionen des Rundfunks mitgewirkt.
Neben Filmen aus der Stummfilm- und Tonfilmzeit existieren Tonaufnahmen mit Hörspielen und Lesungen, die eine Ahnung geben von der Wirkung, die Theodor Loos auf seine Zuhörer und Zuschauer ausübte.
Theodor Loos war viermal verheiratet. Seine beiden Söhne aus erster Ehe fielen im Zweiten Weltkrieg.
Er starb im Alter von 71 Jahren während einer Operation an der Gallenblase. Sein Grab befindet sich auf dem Waldfriedhof Stuttgart-Degerloch.

## Auszeichnungen und Ehrungen
- 1937: Staatsschauspieler
- 1951 Württembergischer Staatsschauspieler
- 1954: Großes Verdienstkreuz des Verdienstordens der Bundesrepublik Deutschland
- Am 5. August 1966 wurde im Berliner Bezirk Neukölln der Theodor-Loos-Weg nach ihm benannt.

## Filmografie (Auswahl)
- 1913: Das goldene Bett
- 1913: Die Eisbraut
- 1914: Im Schützengraben
- 1915: Der geheimnisvolle Wanderer
- 1916: Frau Eva
- 1916: Abseits vom Glück
- 1916: Die Richterin von Solvingsholm
- 1916: Das Haus der Leidenschaften
- 1916: Das Wunder der Madonna
- 1916: Homunculus
- 1917: Das Buch des Lasters
- 1917: Und führe uns nicht in Versuchung
- 1917: Christa Hartungen
- 1917: Die schwarze Loo
- 1918: Es werde Licht!, 2. & 3. Teil
- 1918:  Edelsteine
- 1919: Nach dem Gesetz
- 1920: Der Reigen
- 1920: Steuermann Holk
- 1920: Kurfürstendamm
- 1920: Nachtgestalten
- 1920: Weltbrand
- 1921: Lady Hamilton
- 1921: Das Haus in der Dragonergasse
- 1922: Othello
- 1922: Hanneles Himmelfahrt
- 1922/24: Die Nibelungen (2 Teile)
- 1923: Friedrich Schiller
- 1924: Soll und Haben
- 1924: Rex Mundi
- 1925: Götz von Berlichingen zubenannt mit der eisernen Hand
- 1926: Metropolis
- 1926: Manon Lescaut
- 1926: Frauen der Leidenschaft
- 1926: Zopf und Schwert
- 1926: Der Veilchenfresser
- 1927: Luther – Ein Film der deutschen Reformation
- 1927: Prinz Louis Ferdinand
- 1927: Die Hochstaplerin
- 1927: Petronella
- 1927: Bigamie
- 1927: Die Weber
- 1927/28: Königin Luise (2 Teile)
- 1928: Die Sache mit Schorrsiegel
- 1928: Sensations-Prozess
- 1928: Heimkehr
- 1928: Anastasia, die falsche Zarentochter
- 1929: Diane
- 1929: Atlantik
- 1929: Napoleon auf St. Helena
- 1929: Die stärkere Macht
- 1930: Ludwig der Zweite, König von Bayern
- 1930: Zwei Menschen
- 1930: Boykott (Primanerehre)
- 1930: Die große Sehnsucht
- 1930: Das Flötenkonzert von Sans-souci
- 1930: 1914, die letzten Tage vor dem Weltbrand
- 1931: Ariane
- 1931: Die andere Seite
- 1931: Yorck
- 1931: M
- 1931: Im Geheimdienst
- 1932: Holzapfel weiß alles
- 1932: Unter falscher Flagge
- 1932: Rasputin
- 1932: Acht Mädels im Boot
- 1932: Marschall Vorwärts
- 1932: Grün ist die Heide
- 1932: Die elf Schill’schen Offiziere
- 1932: Schuß im Morgengrauen
- 1932: Trenck
- 1932: Die unsichtbare Front
- 1933: Der Judas von Tirol
- 1933: Die blonde Christl
- 1933: Das Testament des Dr. Mabuse
- 1933: Spione am Werk
- 1933: Ein gewisser Herr Gran
- 1934: Elisabeth und der Narr
- 1934: Hanneles Himmelfahrt
- 1934: Wilhelm Tell
- 1935: Der alte und der junge König
- 1935: Das Mädchen Johanna
- 1935: Der grüne Domino
- 1935: Der Student von Prag
- 1935: Das Mädchen vom Moorhof
- 1935: Der höhere Befehl
- 1936: Schlußakkord
- 1936: Verräter
- 1937: Die gläserne Kugel
- 1937: Weiße Sklaven
- 1937: Der Herrscher
- 1938: Der Maulkorb
- 1938: Kameraden auf See
- 1938: Geheimzeichen LB 17
- 1939: Parkstraße 13
- 1939: Robert Koch, der Bekämpfer des Todes
- 1940: Falschmünzer
- 1940: Kora Terry
- 1940: Jud Süß
- 1941: Alarm
- 1942: Die Sache mit Styx
- 1942: Die Entlassung
- 1942: Rembrandt
- 1942: Andreas Schlüter
- 1942/44: Philharmoniker
- 1943: Gabriele Dambrone
- 1943: Titanic
- 1945: Der Fall Molander
- 1945: Shiva und die Galgenblume (unvollendet)
- 1945/47: Der Millionär
- 1949: Mordprozess Dr. Jordan
- 1953: Sterne über Colombo
- 1954: Die Gefangene des Maharadscha
- 1954: Rosen aus dem Süden

## Hörspiele
- 1950: Albert Camus: Belagerungszustand (Gouverneur) – Regie: Erich-Fritz Brücklmeier (Hörspiel – SDR)
- 1954: Thomas Wolfe: Damals im Park – Regie: Hans Goguel (Hörspiel – SDR)